# 1995-ös Copa América (döntő)
Az 1995-ös Copa América döntőjét a montevideoi Estadio Centenario stadionban játszották 1995. július 23-án.
A döntő egyik résztvevője a házigazda Uruguay, ellenfele pedig az 1994-es labdarúgó-világbajnokság győztese:Brazília volt. A mérkőzést 1–1-es rendes játékidőt és hosszabbítást követően tizenegyesrúgásokkal 5–3 arányban Uruguay nyerte meg.
Mindkét együttes részt vett az 1997-es konföderációs kupán.

## Út a döntőig
| Csapat    | M | Gy | D | V | G+ | G– | Gk | P |
| --------- | - | -- | - | - | -- | -- | -- | - |
| Uruguay   | 3 | 2  | 1 | 0 | 6  | 2  | +4 | 7 |
| Paraguay  | 3 | 2  | 0 | 1 | 5  | 4  | +1 | 6 |
| Mexikó    | 3 | 1  | 1 | 1 | 5  | 4  | +1 | 4 |
| Venezuela | 3 | 0  | 0 | 3 | 4  | 10 | –6 | 0 |

| Csapat   | M | Gy | D | V | G+ | G– | Gk | P |
| -------- | - | -- | - | - | -- | -- | -- | - |
| Brazília | 3 | 3  | 0 | 0 | 6  | 0  | +6 | 9 |
| Kolumbia | 3 | 1  | 1 | 1 | 2  | 4  | –2 | 4 |
| Ecuador  | 3 | 1  | 0 | 2 | 2  | 3  | –1 | 3 |
| Peru     | 3 | 0  | 1 | 2 | 2  | 5  | –3 | 1 |

## Mérkőzés
| 1995. július 23. |

| Uruguay                                           | 1–1 (h. u.) | Brazília                         |
| ------------------------------------------------- | ----------- | -------------------------------- |
| Bengoechea 51'                                    | (0–1)       | Túlio 30'                        |
| Büntetőpárbaj                                     |             |                                  |
| Francescoli Bengoechea Herrera Gutiérrez Martínez | 5–3         | Roberto Carlos Zinho Túlio Dunga |

| Estadio Centenario, Montevideo Nézőszám: 60 000 Játékvezető: Brizio Carter (mexikói) |

| Uruguay | Brazília |

| URUGUAY:             |    |                        |  |     |
|                      |    |                        |  |     |
| GK                   | 1  | Fernando Álvez         |  |     |
| DF                   | 14 | Gustavo Méndez         |  |     |
| DF                   | 4  | José Oscar Herrera     |  |     |
| DF                   | 3  | Eber Moas              |  |     |
| DF                   | 18 | Tabaré Silva           |  | 35' |
| MF                   | 21 | Diego Dorta            |  | 45' |
| MF                   | 5  | Álvaro Gutiérrez       |  |     |
| MF                   | 11 | Gus Poyet              |  |     |
| MF                   | 10 | Enzo Francescoli       |  |     |
| FW                   | 9  | Daniel Fonseca         |  |     |
| FW                   | 7  | Marcelo Otero          |  | 45' |
| Cserék:              |    |                        |  |     |
| DF                   | 6  | Edgardo Adinolfi       |  | 35' |
| MF                   | 8  | Pablo Bengoechea       |  | 45' |
| FW                   | 17 | Sergio Daniel Martínez |  | 45' |
| Szövetségi kapitány: |    |                        |  |     |
| Héctor Núñez         |    |                        |  |     |

| BRAZÍLIA:            |    |                  |  |     |
|                      |    |                  |  |     |
| GK                   | 1  | Cláudio Taffarel |  |     |
| DF                   | 2  | Jorginho         |  |     |
| DF                   | 3  | Aldair           |  |     |
| DF                   | 14 | André Cruz       |  |     |
| DF                   | 6  | Roberto Carlos   |  |     |
| MF                   | 8  | Dunga            |  |     |
| MF                   | 5  | César Sampaio    |  |     |
| MF                   | 10 | Juninho          |  | 69' |
| MF                   | 11 | Zinho            |  |     |
| FW                   | 7  | Edmundo          |  |     |
| FW                   | 9  | Túlio            |  |     |
| Cserék:              |    |                  |  |     |
| MF                   | 8  | Beto             |  | 69' |
| Szövetségi kapitány: |    |                  |  |     |
| Mário Zagallo        |    |                  |  |     |

| Asszisztensek: Bommer Fierro (ecuadori) Adrián Gómez (venezuelai) |

| Az 1995-ös Copa América győztese |
| -------------------------------- |
| URUGUAY 14. cím                  |